# Romaleon polyodon
Romaleon polyodon is een krabbensoort uit de familie van de Cancridae. De wetenschappelijke naam van de soort is voor het eerst geldig gepubliceerd in 1836 door Poeppig.